# Diego Souza
Diego de Souza Andrade (Rio de Janeiro, 17 de junho de 1985) é um ex-futebolista brasileiro que atuava como meio-campista ou centroavante.
Jogador versátil com passagens marcantes por Grêmio, Palmeiras, Vasco da Gama e Sport, é conhecido por ter atuado em vários clubes no Brasil, estando inclusive na lista dos jogadores que defenderam os quatro grandes do Rio de Janeiro. Com 87 gols pelo Grêmio, faz parte da seleta lista de artilheiros, é o maior artilheiro do tricolor gaúcho no século XXI e também o maior artilheiro da história da Arena do Grêmio.

## Carreira

### Fluminense
Diego Souza iniciou sua carreira no Fluminense, em 2003, e na época atuava como volante. Começou a se destacar pelo tricolor em 2004, sendo convocado para a Seleção Brasileira Sub-20, e em 2005 fez parte do elenco que foi campeão do Campeonato Carioca e vice da Copa do Brasil.

### Benfica
O Benfica o contratou em maio de 2005 e o emprestou ao Flamengo. Ele voltou ao Benfica para a temporada 2006–07, mas só apareceu em 19 de setembro de 2006 no banco de reservas. No dia 26 de dezembro, o jogador foi emprestado ao Grêmio.

### Flamengo
Sem atuar uma vez sequer pelo clube português, Diego acabou sendo emprestado ao Flamengo. Chegou fora de forma, mas ainda em 2005 ficou na forma ideal e conseguiu se firmar na equipe, pegando a camisa 10 e ajudando o time a se livrar do rebaixamento.
Com o Flamengo, enfrentou o clube que foi prata da casa duas vezes, uma no returno do Campeonato Brasileiro de 2005 e outra na primeira fase do Carioca de 2006. No primeiro jogo, que enfrentou o clube que iniciou sua carreira, recebeu muita vaia e crítica dos tricolores, que não concordaram com a notícia de ter aceitado vestir a camisa rubro negra, sendo que em pouco tempo combinara de deixar o Fluminense para ir para o futebol de Portugal. Ouviu provocações dos tricolores assim que entrou em campo no segundo tempo (começou no banco nessa partida). A perseguição não o intimidou, arriscou um chute de longe e empatou o jogo em 2–2, comemorou subindo na grade, foi advertido com cartão vermelho e muito vaiado, pelos torcedores do Fluminense, ao deixar o campo. Seu gol foi o último desta partida. Na segunda ocasião não sofreu tanta pressão, da torcida que antes o idolatrava, quanto da primeira vez, gritaram "o Fluminense não precisa de você" e nada mais do que isso.
Em 2006, chegou no início de temporada muito mal fisicamente e acabou sendo barrado por Fellype Gabriel, que havia subido da base. Depois disso, se envolveu em muitas confusões, e apesar da equipe estar indo bem na Copa do Brasil, ele tinha más atuações; foi criticado abertamente por Kléber Leite que o chamou de gordo, e no fim do seu empréstimo que seria na parada para a Copa do Mundo de 2006, o clube nem tentou renovar o seu contrato. Acabou assim voltando para o Benfica.

### Grêmio
No dia 26 de dezembro de 2006, o Benfica tornou a emprestá-lo a um clube brasileiro, desta vez para o Grêmio. Mais magro e em excelente fase técnica, veio a se transformar em um dos principais jogadores da equipe gremista que conquistaria o Campeonato Gaúcho de 2007 e o vice-campeonato da Copa Libertadores da América de 2007.
Na equipe gaúcha, em que pese tenha chegado para ocupar a posição de volante, onde jogava, até então, Diego Souza passou a jogar mais avançado, iniciando sua transição para a posição de meio-campista ofensivo, exercendo papel de destaque no meio de campo gremista, ao lado de Tcheco, e ganhando grande projeção na carreira. No decorrer de sua carreira, Diego Souza passou a jogar cada vez mais perto da área, o que levou o jogador a atuar como atacante, tendo, posteriormente, retornado ao Grêmio, no ano de 2020, para ocupar a função de centroavante.
Valorizado após sua ótima primeira passagem pelo Grêmio, teve seu passe comprado pela empresa Traffic, junto ao Benfica, por 3,75 milhões de euros.

### Palmeiras
Em seguida, no dia 7 de janeiro de 2008, quando Grêmio e São Paulo o disputavam, Diego acabou decidindo-se por ir jogar no Palmeiras. A equipe Alviverde, que na ocasião era comandada pelo treinador Vanderlei Luxemburgo, encerrou um jejum de títulos conquistando o Campeonato Paulista. O Palmeiras encarou a Ponte Preta na final e venceu os dois jogos, por 1–0 no Moisés Lucarelli e por 5–0 no Palestra Itália. Diego Souza, no entanto, foi expulso na segunda partida.
Na temporada de 2009, novamente pelo Campeonato Paulista, o jogador se exaltou e voltou a ser expulso. O Palmeiras perdeu por 2–1 para o Santos e acabou sendo eliminado, em partida válida pelas semifinais da competição, quando Diego Souza deu uma rasteira no zagueiro Domingos, que havia acabado de entrar em campo.

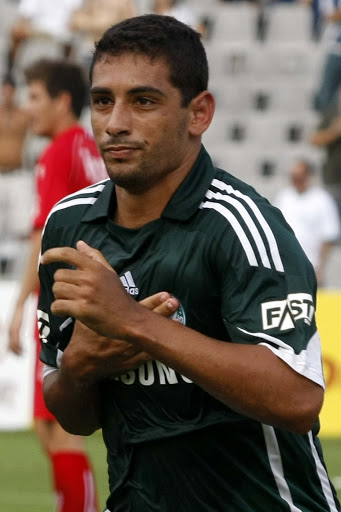
Diego Souza pelo Palmeiras em 2010

Porém, ainda no mesmo ano, com boas atuações pela equipe paulistana no Campeonato Brasileiro, em setembro foi convocado por Dunga para defender a Seleção Brasileira nas Eliminatórias da Copa do Mundo. Após passagens por Seleções de base, o jogador estreou pela Seleção Brasileira principal contra a Bolívia, em La Paz, no dia 11 de outubro, quando os brasileiros foram derrotados por 2–1. Apesar de ter começado como titular, Diego Souza teve uma atuação discreta e viu o Brasil perder uma invencibilidade de 19 jogos.
No dia 29 de novembro, na partida contra o Atlético Mineiro (vitória palmeirense por 3–1), Diego fez um dos gols mais bonitos da história do futebol, e possivelmente, o mais bonito do Estádio Palestra Itália, onde chutou a bola "de primeira" e de "voleio" do meio de campo, encobrindo o goleiro uruguaio Fabián Carini.
Em 7 de dezembro, foi eleito o "Craque do Brasileirão" pela CBF, em evento realizado no Vivo Rio. Cerca de 500 pessoas relacionadas ao futebol participaram da votação. Porém, o Palmeiras que brigava pelo título, liderou a competição e perto do fim era apontado por muitos como o favorito para a conquista, após grande queda de rendimento, perdeu a liderança, não a recuperando mais e, na última rodada, ainda com chances de título, após perder para o Botafogo, no Engenhão, sequer conseguiu vaga para a Copa Libertadores da América. Com isso, Diego Souza foi duramente criticado, sobretudo pela Mancha Alviverde, principal torcida organizada do Palmeiras, que chegou a dar o "troféu pipoca" ao atleta, acusado de sumir em campo nos momentos decisivos do campeonato.
Após ter sido substituído num contra o Atlético Goianiense, válido pela Copa do Brasil, Diego Souza foi afastado da equipe do Palmeiras no dia 13 de maio de 2010. Na ocasião, o meia saiu xingado e vaiado, e respondeu mostrando o dedo para algumas pessoas da torcida. Ele passou alguns dias em silêncio e não se pronunciou, fato que gerou desgaste no elenco, acarretando no seu afastamento.

### Atlético Mineiro
Quase dois meses depois, contra a vontade do técnico Felipão, então técnico do Palmeiras, o atleta mudou de clube, passando a defender o Atlético Mineiro. No dia 30 de junho, Alexandre Kalil, presidente do clube, confirmou via Twitter a contratação de Diego Souza, apresentado no dia 2 de julho. O time mineiro investiu em torno de 3 milhões de euros (cerca de 6,6 milhões de reais), por 50% dos direitos do jogador, que pertenciam à Traffic.
Fora de forma também por causa do tempo que ficou um mês parado, Diego Souza não conseguiu render o esperado ao longo da temporada. Já na reta final, após a chegada de Dorival Júnior, cresceu de produção e marcou alguns gols pelo Galo.
No início de 2011, foi feito um trabalho especial para ele, mas mesmo assim era reserva. A Traffic queria tê-lo novamente e o repassaria ao Vasco da Gama ou ao Botafogo, mas o Cruzmaltino buscou mais o jogador, e conseguiu acertar com ele no dia 2 de março.

### Vasco da Gama
Vendido ao Vasco da Gama por cerca de R$ 1,2 milhão, Diego Souza recebeu a camisa 10 durante a sua apresentação, no dia 2 de março. O meia realizou sua estreia pelo time da Colina no dia 20 de março, num clássico contra o Botafogo, marcando o primeiro gol da vitória do time cruzmaltino por 2–0.
No dia 8 de junho, Diego Souza sagrou-se campeão da Copa do Brasil pelo Vasco. O meia teve sua melhor atuação na semifinal, no dia 25 de maio, numa vitória por 2–0 contra o Avaí, em jogo realizado na Ressacada. Nessa partida ele marcou um gol e aplicou dois chapéus em Marcinho Guerreiro.
Logo após a Copa do Brasil, Diego Souza caiu de rendimento e, consequentemente, foi colocado no banco de reservas. Segundo o treinador Ricardo Gomes, o objetivo era que o jogador readquirisse a forma física ideal e a motivação. Deu certo, pois no jogo contra seu ex-clube Atlético Mineiro, ele voltou à equipe titular e fez uma grande exibição, marcando os dois gols da vitória cruzmaltina por 2–1, em Minas Gerais. A partir dessa partida, Diego voltou a apresentar um bom futebol. Na 24ª rodada do Campeonato Brasileiro, conduziu o Vasco na goleada por 4–0 sobre o Grêmio com um gol e uma bela atuação, colocando o time na liderança da competição. Com isso, o técnico Mano Menezes promoveu seu retorno à Seleção Brasileira (sua segunda convocação) para participar do jogo contra a Argentina, em setembro, na cidade de Belém.
Ainda mais motivado depois da convocação, Diego Souza marcou quatro gols em dois jogos: um contra o Atlético Goianiense e três contra o Cruzeiro, três dias antes da partida pela Seleção Brasileira, aplicando um chapéu sobre o goleiro cruzeirense Fábio, no que pode ter sido um dos gols mais bonitos de sua carreira.
Logo após ter sido convocado, caiu um pouco de produção, vindo meio apagado tendo partidas apagadas. No entanto, após um encontro com o técnico Ricardo Gomes, Diego voltou a decidir jogos importantes. Além de um gol mal anulado, foi dele o lançamento para o centroavante Alecsandro dar a assistência para o gol de Bernardo que manteve o Vasco na disputa do Campeonato Brasileiro. Na rodada seguinte, contra o arquirrival Flamengo, Diego sofreu uma penalidade máxima não marcada, mas após um belo corte e cruzamento do volante Nílton, abriu o placar para o time cruzmaltino. O Flamengo, no entanto, marcaria com Renato Abreu, definindo o empate em 1–1 no Engenhão. Após essa partida, sagrou-se vice-campeão brasileiro pela equipe cruzmaltina, já que o Vasco dependia de uma vitória contra o Flamengo, além de um triunfo do Palmeiras no clássico regional contra o Corinthians, realizado no mesmo horário. Ambos os fatos não ocorreram, o que resultou no Corinthians campeão da Série A.
Após a primeira partida no ano de 2012 no Campeonato Carioca, Diego Souza marcou seu primeiro tento numa vitória por 3–1 sobre o Duque de Caxias. Já na quarta rodada, Diego Souza marcou os dois únicos gols da partida, onde o Vasco venceu o Friburguense por 2–0, mantendo assim o Gigante da Colina como único clube 100% na Taça Guanabara e líder isolado até então. Já pela Copa Libertadores da América, o Vasco teve uma estreia apagada, perdida por 2–1 ao Nacional-URU, partida em que Diego Souza foi um dos poucos regulares na partida.
Na semifinal da Taça Guanabara, contra o Flamengo, Diego Souza fez o gol da vitória, numa jogada que começou com Fagner. Ele tocou para Kim e foi para dentro da área; após cruzamento de Kim, Fagner concluiu para meta, mas o goleiro do Flamengo, Felipe, defendeu. No rebote, Diego Souza marcou o gol.
No jogo pela terceira rodada da Libertadores, contra o Libertad, o Vasco enfrentou um clima muito hostil. O clube carioca abriu o placar com um gol de cabeça de Diego Souza, mas no segundo tempo o jogador se irritou com a arbitragem, e reclamou que estava sendo muito caçado. O árbitro foi conivente com as faltas, até que Diego se exaltou e agrediu um jogador dando uma cotovelada, o que causou um grande tumulto e a sua expulsão. Na sua saída de campo, a torcida arremessou uma garrafa na sua direção. O brasileiro reclamou e empurrou o quarto árbitro, além de arremessar a garrafa de volta nos torcedores.
Nas quartas de final contra o Corinthians, Diego Souza errou um gol tendo apenas o goleiro Cássio pela frente, lance que somado ao gol do Corinthians 24 minutos depois acabou por eliminar o Vasco. O lance ficaria marcado na campanha vitoriosa do eventual campeão Corinthians. Diego deixou o Vasco da Gama em julho, rumo à Arábia Saudita. No total pelo Gigante da Colina, o meia atuou em 87 jogos, marcou 30 gols e distribuiu nove assistências.

### Al-Ittihad
No dia 21 de julho de 2012, Diego Souza foi vendido ao Al-Ittihad. Porém, três meses após sua chegada, o atleta rescindiu o contrato com os árabes por falta de pagamentos de salários.

### Cruzeiro
Após ficar livre no mercado, no dia 23 de novembro de 2012 o Cruzeiro anunciou Diego Souza como reforço para o ano de 2013, vindo para ser o principal substituto do meia argentino Walter Montillo, que havia sido contratado pelo Santos.
Em 12 de fevereiro, a FIFA foi favorável à decisão de Diego de deixar o Al-Ittihad, então seu clube, alegando não-pagamento de salários. Com isso, após sua inclusão no Boletim Informativo Diário (BID) da CBF, o jogador estreou pelo Cruzeiro num empate sem gols diante do Guarani, válido pelo Campeonato Mineiro.
Marcou o primeiro gol pela equipe no dia 26 de maio, numa goleada por 5–0 contra o Goiás, em jogo válido pela 1ª rodada do Campeonato Brasileiro. No entanto, novamente o meia não teve destaque em um clube mineiro. Em 14 de julho, o Metalist Kharkiv fez uma oferta por Diego, que com o valor da proposta agradando, o presidente Gilvan Tavares preferiu abrir mão do jogador, já que a proposta foi interessante tanto para o jogador e para o Cruzeiro.

### Metalist Kharkiv

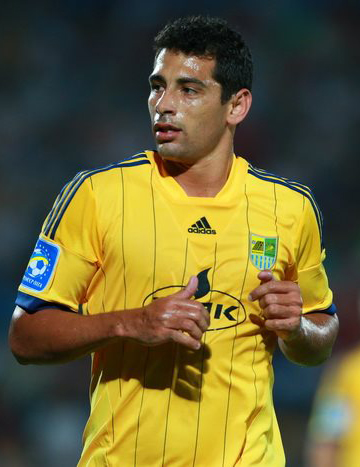
Diego Souza pelo Metalist Kharkiv em 2013

No dia 14 de julho de 2013, deixou o Cruzeiro e acertou com o Metalist Kharkiv por 6 milhões de euros. Na negociação, o clube ucraniano emprestou o atacante Willian ao Cruzeiro por um ano. Logo em sua estreia pelo Metalist, o jogador marcou seu primeiro gol pelo time numa cobrança de falta.
Depois de não se adaptar à Ucrânia, Diego acertou seu retorno ao Brasil em 2014, assinando por empréstimo com o Sport.

### Sport
No dia 12 de agosto de 2014, dois dias após o jornalista Milton Neves cravar o retorno de Diego Souza ao Palmeiras, o jogador fechou por empréstimo com o Sport e assinou um contrato válido até o final do ano. Marcou seu primeiro gol pela equipe pernambucana no dia 12 de outubro, mas não conseguiu impedir a derrota em casa por 2–1 para o Vitória, válida pela 28ª rodada do Campeonato Brasileiro.
No dia 12 de janeiro de 2015, o Leão confirmou o acerto com o Metalist Kharkiv e anunciou a renovação do empréstimo de Diego Souza até dezembro. Logo na 1ª rodada do Campeonato Brasileiro, Diego Souza apareceu como principal jogador da equipe, marcando dois gols na goleada por 4–1 sobre o Figueirense. Na partida entre Flamengo e Sport, válida pela 2ª rodada do Brasileirão, Diego Souza marcou o primeiro gol do Leão aos 46 minutos do primeiro tempo. Após balançar as redes cobrando pênalti, o meio-campista comemorou apontando para a sua camisa de número 87, provocando a torcida do Flamengo, dizendo que o campeão de 1987 foi o Sport. "87 é nosso", disse Diego Souza no intervalo. Ao decorrer da partida, o meia Élber ampliou para 2–0 aos 23 minutos do segundo tempo. No entanto, um incidente aconteceu aos 35 minutos; o goleiro Magrão, do Sport, caiu de mau jeito após fazer uma defesa e sofreu uma luxação no ombro. Como o time pernambucano já havia feito as três substituições, Diego Souza acabou indo para o gol. O Sport acabou cedendo o empate ao Flamengo no finalzinho do jogo, e o jogador deixou o gramado reclamando bastante por falta de fair play do adversário no lance que gerou o gol do empate.
Diego Souza foi um dos pontos fortes do Sport na boa campanha do clube no Campeonato Brasileiro, tendo ajudado o Leão a terminar a competição entre os seis primeiros, formando um quarteto ofensivo decisivo nessa campanha, ao lado de André, Marlone e Maikon Leite. Ao todo Diego, Souza marcou nove gols ao longo da competição, sendo vice-artilheiro de sua equipe.

### Fluminense

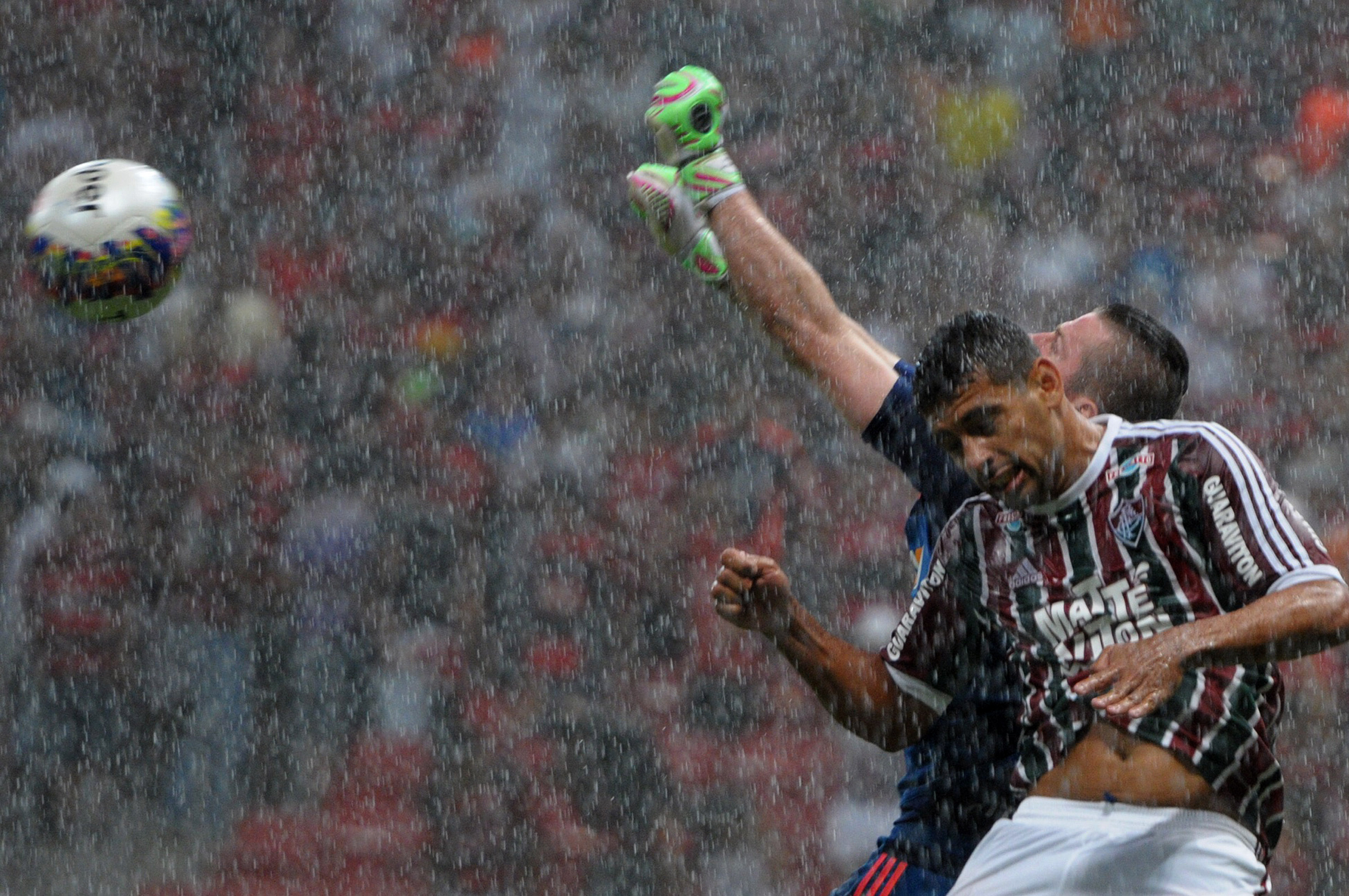
Diego Souza e Paulo Victor durante uma partida do Campeonato Carioca de 2016

No dia 18 de dezembro de 2015, retornou ao Fluminense, assinando um contrato de três anos. O meia recebeu a camisa 10.
Teve um início empolgante no Flu, reestreando pelo clube num empate por 3–3 com o Madureira, no dia 11 de fevereiro de 2016. Na ocasião, ele deu uma assistência. Nas duas partidas seguintes, em momento que a equipe e o técnico Eduardo Baptista vinham sendo muito pressionados, Diego foi o grande destaque da equipe. Com um gol e duas assistências, foi o principal nome da equipe na goleada por 4–0 sobre o Tigres do Brasil. O meia também teve grande atuação no dia 17 de fevereiro, na vitória por 4–3 sobre o Cruzeiro, no Mineirão, em que brilhou com três gols e uma assistência. Porém, as duas partidas seguintes, com derrotas para Flamengo e Botafogo, culminaram na demissão do treinador Eduardo Baptista, responsável pela contratação do jogador.

### Sport (segunda passagem)
Após ter um áudio vazado em que fazia declarações ao Sport, Diego Souza acertou seu retorno ao clube no dia 23 de março de 2016. O Leão da Ilha comprou 50% dos direitos do jogador por 300 mil euros (R$ 1,2 milhões), que assinou até o final de 2017.
Em seu reencontro com o Fluminense, Diego Souza fez o torcedor tricolor sentir a sua falta marcando o gol da vitória do leão na Ilha do Retiro aos 45 minutos do segundo tempo em partida válida pelo Campeonato Brasileiro. Já no dia 26 de junho, marcou um golaço de voleio na goleada por 5–1 sobre a Chapecoense, ajudando o Sport a sair da zona do rebaixamento. Já na 17ª rodada do Brasileirão, num duelo contra o Atlético Paranaense, Diego Souza igualou a sua marca de nove gols marcados em todo o Campeonato Brasileiro do ano anterior, marcando o primeiro gol da vitória do Leão por 2–0 na Ilha do Retiro, nesse que foi também seu centésimo jogo com a camisa do Sport. No dia 5 de outubro, marcou um golaço de voleio no empate por 1–1 contra o São Paulo, em jogo realizado na Ilha do Retiro. Fez o único gol da vitória por 1–0 no clássico nordestino contra o Vitória, chegando a marca de 11 gols no Brasileirão.
Contra o Grêmio, clube no qual Diego Souza também teve ótima passagem, o meia marcou dois gols entre eles um golaço e ajudou o Sport na vitória fora de casa por 3–0 e assumiu a artilharia do campeonato brasileiro com 13 gols. No dia 11 de dezembro de 2016, Diego torna-se um dos artilheiros da Série A ao marcar o segundo gol do Sport na vitória por 2–0 em cima do Figueirense. Foi o 14º gol do craque, que conseguiu o feito pela primeira vez em toda sua carreira, além de evitar o rebaixamento do time.

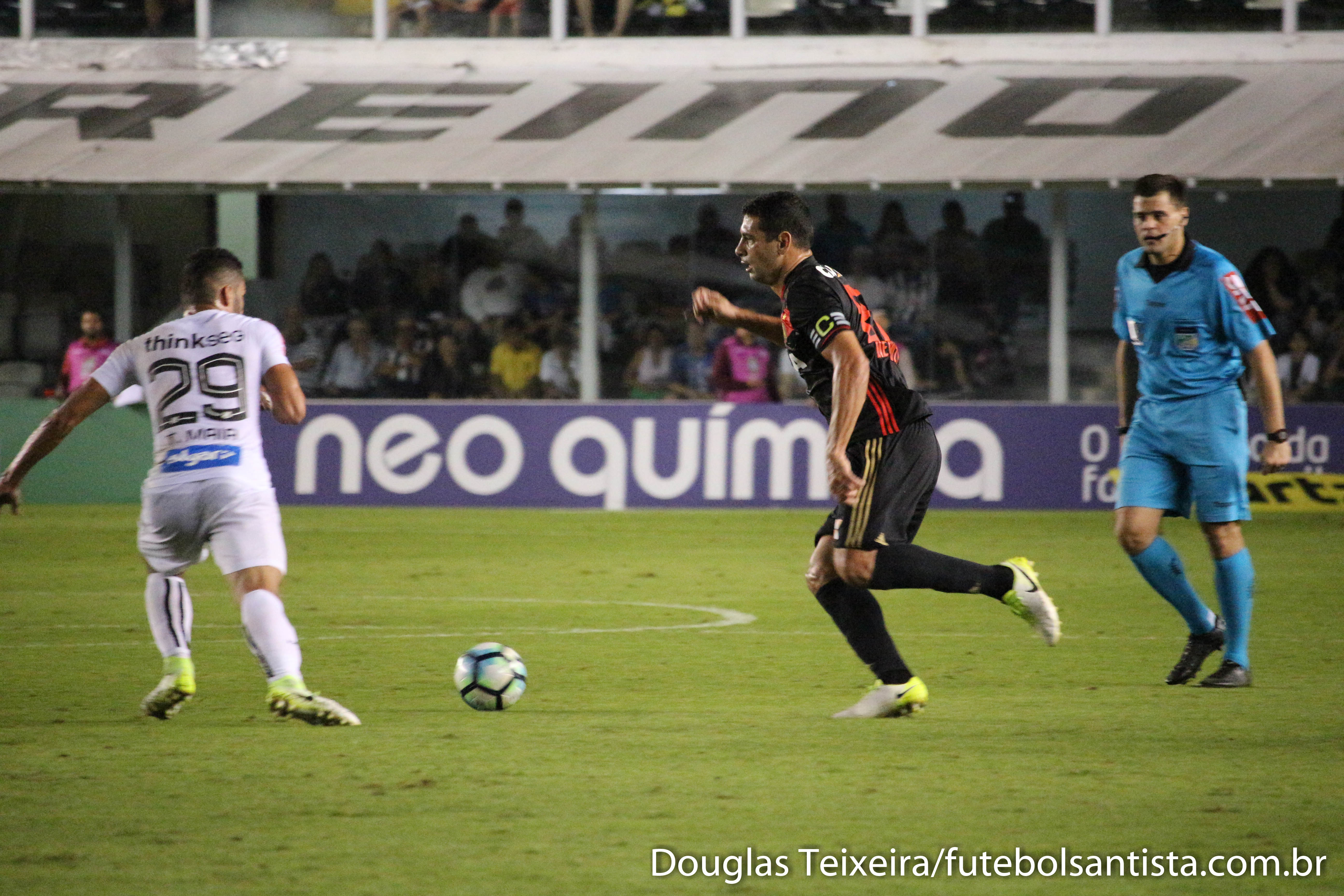
Diego Souza pelo Sport contra o Santos na Vila Belmiro

Em 2017, chamou a atenção ao emplacar uma sequência de gols de bicicleta e voleio. No seu tempo livre, afirmou que gosta de praticar futevôlei; isso o ajudou a desenvolver uma técnica apurada de gols plásticos, como o que fez contra o Campinense, na vitória por 3–1 que levou o time rubro-negro à semifinal da Copa do Nordeste. Logo no jogo seguinte, protagonizou dois lindos gols: O primeiro, ele recebeu de costas para a marcação, levantou a bola e fez um cruzamento de bicicleta para Rithely cabecear e marcar o primeiro do Sport contra o Danubio. Poucos minutos depois, acertou um belo voleio para aumentar o placar para o Leão. A partida terminou 3–0, em jogo válido pela Copa Sul-Americana.
Após grandes atuações pelo Sport, Diego viveu um período conturbado no clube, logo após proposta do Palmeiras pelo jogador, que quis permanecer. Criticou a diretoria do leão. Se desentendeu com o ex-futebolista e comentarista Edmundo, da Fox Sports. Seu desempenho dentro de campo caiu bastante, com isso o time todo fazendo partidas abaixo do esperado. Contra o Avaí na Ilha do Retiro, o Sport perdeu por 1–0, e ao final da partida discutiu com repórter.
Voltou a balançar as redes no triunfo por 2–1 contra o Vitória, no Barradão, marcando um golaço de falta e espantando a má fase.

### São Paulo
Em 7 de janeiro de 2018, o Sport anunciou a venda de Diego Souza ao São Paulo, que pagou 10 milhões de reais. O jogador assinou contrato até o fim de 2019, com possibilidade de prorrogação por mais uma temporada. Diego foi apresentado no dia 11 de janeiro, onde recebeu a camisa 9, que pertencia a Lucas Pratto. Fez sua estreia pela segunda rodada do Campeonato Paulista, entrando no decorrer da partida contra o Novorizontino, em jogo que terminou empatado em 0–0. Em sua primeira partida como titular, marcou seu primeiro gol pelo São Paulo na vitória por 2–0 sobre o Mirassol. Após ficar nove jogos sem marcar, inclusive ficando no banco de reservas em algumas partidas, fez o gol que classificou o São Paulo para a semifinal do Campeonato Paulista, na vitória por 2–0 sobre o São Caetano.
Em 28 de março, Diego entrou no decorrer da partida de volta contra o Corinthians, perdendo uma das cobranças na decisão por pênaltis, que marcou a eliminação do São Paulo no Campeonato Paulista. No jogo seguinte, por opção do treinador Diego Aguirre, acabou não sendo relacionado para o jogo contra o Rosário Central, pela Copa Sul-Americana. Voltou a jogar no dia 19 de abril, entrando no decorrer do empate em 2–2 com o Atlético-PR, em jogo que acabou eliminando o São Paulo da Copa do Brasil.
Depois disso, Diego Souza voltou a ser titular do São Paulo, marcando quatro gols nos quatro jogos seguintes: no empate em 2–2 com o Atlético Mineiro, válido pela quarta rodada do Campeonato Brasileiro, na vitória por 1–0 sobre Rosário Central, pela Copa Sul-Americana, e nas vitória sobre o Santos e América Mineiro nas rodadas seguintes do Campeonato Brasileiro. Na rodada seguinte, marcou um dos gols na vitória por 3–2 sobre o Botafogo, chegando a cinco jogos e cinco gols, igualando a marca de Hernanes em 2017, que marcou seis gols em cinco jogos consecutivos. Nos jogos seguintes, passou a aplicar a "Lei do Ex" (quando um atleta balança a rede do seu antigo clube). Além de ter marcado no Atlético Mineiro em maio, também marcou na derrota por 2–1 contra o Grêmio, na vitória por 2–0 sobre o Cruzeiro e na vitória por 3–1 sobre o Sport, ajudando o São Paulo a conquistar o Troféu Osmar Santos. No dia 18 de novembro, marcou o gol da vitória por 1–0 sobre o Cruzeiro, chegando a marca de 100 gols em Campeonatos Brasileiros, se tornando o terceiro maior artilheiro da era dos pontos corridos, ficando atrás apenas de Paulo Baier, com 106 gols, e Fred, com 140.

### Botafogo
No dia 8 de março de 2019, acertou por empréstimo com o Botafogo até o final do ano. Recebeu a camisa 7, mas chegou para atuar como centroavante.
Marcou seu primeiro gol com a camisa alvinegra no dia 21 de março, contra a Portuguesa, em partida válida pelo Campeonato Carioca. Em seguida, após ficar nove jogos sem balançar as redes, Diego Souza desencantou no dia 29 de maio, na goleada por 4–0 contra o Sol de América, válida pela Copa Sul-Americana. Além de deixar o seu, o jogador teve participação fundamental no de Luiz Fernando.
Pela 7ª rodada do Brasileirão, Diego Souza foi importantíssimo na vitória contra o rival Vasco, fez um golaço após passe de Rodrigo Pimpão, assim, concluindo a 'Lei do Ex'.

### Retorno ao Grêmio
Diego Souza teve o seu retorno ao Grêmio confirmado no dia 28 de janeiro de 2020. O jogador assinou por um ano e chegou sob desconfiança da torcida, mas com elogios do técnico Renato Gaúcho. Um fato curioso é que, em sua primeira passagem pelo Tricolor, em 2007, quando teve grande destaque, Diego chegou ao time como volante e passou a jogar mais avançado, como meia ofensivo, no time gaúcho. 13 anos depois, em 2020, foi contratado para jogar como centroavante, função que passou a exercer no decorrer de sua carreira.
Em sua reestreia no dia 3 fevereiro, contra o Esportivo, pelo Campeonato Gaúcho, Diego Souza entrou no segundo tempo e fez de cabeça o quarto gol do Tricolor. O placar final do confronto foi de 5–0. No jogo seguinte, no dia 9 de fevereiro, contra o Aimoré, também pelo Campeonato Gaúcho, marcou na derrota de 2–1. Já no dia 15 de fevereiro, em um Grenal no Beira Rio, foi decisivo ao aproveitar o cruzamento de Everton Cebolinha e marcar o único gol do jogo. O jogador deu um salto de cerca de 50 centímetros e chegou a 2,36 metros de altura para acertar a cabeçada certeira no gol de Marcelo Lomba. O Grêmio acabou se sagrando campeão gaúcho, naquele ano, e Diego Souza foi artilheiro do campeonato, com nove gols.
No dia 22 de novembro, em partida contra o Corinthians, na Neo Química Arena, válida pela 22ª rodada do Campeonato Brasileiro daquele ano, Diego Souza completou 100 jogos com a camisa do Grêmio, somadas as duas passagens, recebendo homenagem da direção gremista em comemoração à marca atingida.
Já no dia 9 de dezembro, no empate em 1–1 contra o Santos, na primeira partida das quartas de final da Copa Libertadores da América, na Arena do Grêmio, Diego Souza marcou seu 21º gol no ano, igualando sua temporada — até então — mais artilheira (em 2017, quando defendia a camisa do Sport), demonstrando ainda conseguir jogar em alto nível e superar as marcas da carreira, mesmo com 35 anos. Além da marca pessoal, Diego superou a marca atingida por Everton Cebolinha, ídolo tricolor, em 2019, quando marcou 19 gols e foi o artilheiro da equipe gaúcha no ano. Já no dia 23 de dezembro, na primeira partida da semifinal da Copa do Brasil contra o São Paulo, na Arena do Grêmio, Diego Souza marcou o seu 22º gol na temporada, se tornando, assim, isoladamente, sua temporada mais artilheira da carreira, aos 35 anos. O gol, além de garantir a vitória do tricolor gaúcho (a partida terminou 1–0 para o Grêmio), também garantiu a classificação da equipe para a final da competição, uma vez que a partida de volta, no estádio Morumbi, terminou empatada em 0–0.
Após o rebaixamento do Grêmio no Brasileirão de 2021, foi emitida uma nota oficial dizendo que Diego Souza não teria seu contrato renovado. No entanto, o clube voltou atrás após análise de mercado e conversas com o próprio jogador, renovando seu vínculo até o fim de 2022. Em dezembro de 2022, o atacante teve seu contrato estendido por mais seis meses, até junho de 2023.
Diego Souza iniciou a temporada 2023 ofuscado, na reserva do astro uruguaio Luis Suárez. Apesar de ter feito parte do grupo que conquistou o Campeonato Gaúcho, seu vínculo não foi renovado no final de junho, e o jogador deixou o clube após três anos. Ao todo, somando as duas passagens, Diego realizou 222 jogos, marcou 87 gols, conquistou cinco títulos do Gauchão e ainda faturou uma Recopa Gaúcha.

### Sport (terceira passagem)
No dia 25 de julho 2023, o Sport oficializou a contratação do atacante para a sequência da temporada. Quatro dias antes, Diego Souza havia sido recebido por uma multidão rubro-negra entusiasmada no Aeroporto do Recife. Depois de passar mais de um mês melhorando seu condicionamento físico, o jogador reestreou pelo Sport no dia 15 de setembro, contra o ABC. Diego, que começou no banco de reservas, entrou aos 23 do segundo tempo e marcou o gol que definiu a vitória por 1–0 no Frasqueirão. Emocionado, o jogador imitou um leão na comemoração e declarou sua paixão pelo Sport.
Em novembro, depois do Sport não ter conseguido o acesso para a Série A de 2024, o presidente Yuri Romão confirmou que o jogador não permaneceria no Leão para a temporada seguinte.

### Aposentadoria
Aos 38 anos, Diego Souza confirmou a aposentadoria no dia 10 de fevereiro de 2024, em entrevista ao portal ge. Desde a estreia aos 18 anos pelo Fluminense até o adeus, foram 943 jogos e 275 gols numa carreira vitoriosa e marcante.

## Seleção Nacional
Quando atuava pelo Palmeiras, Diego Souza estreou na Seleção Brasileira do técnico Dunga no dia 11 de novembro de 2009, contra a Bolívia, em La Paz, na derrota por 2–1 pelas Eliminatórias da Copa do Mundo de 2010. Naquela ocasião, vestiu a camisa 10 e atuou apenas no primeiro tempo, sendo substituído pelo também meio-campista Alex. Ainda no mesmo ano, Diego foi convocado outras vezes por Dunga, mas não chegou a atuar.
No dia 22 de setembro de 2011, retornou à Seleção Brasileira numa convocação de Mano Menezes, em que o técnico chamou apenas jogadores que atuavam no futebol brasileiro. Diego participou da vitória por 2–0 em cima da rival Argentina, pela partida de volta do Superclássico das Américas. O então camisa 10 do Vasco vestiu o número 18 da Seleção e sagrou-se campeão do torneio amistoso.
Após quase seis anos, voltou a ser convocado para a Seleção Brasileira em janeiro de 2017, atuando pelo Sport, sendo chamado por Tite para o Jogo da Amizade contra a Colômbia. Como o amistoso foi agendado fora da Data FIFA, apenas atletas que atuavam no futebol brasileiro foram chamados. No dia 3 de março, Diego foi convocado novamente para o ataque da Seleção Brasileira para as duas partidas pelas Eliminatórias do Mundo de 2018. O jogador foi mais uma vez lembrado por Tite no dia 19 de maio, desta vez para os amistosos contra Argentina e Austrália. Diego Souza marcou seus primeiros gols pelo Brasil na partida contra a Austrália, realizada no dia 13 de junho, no Melbourne Cricket Ground. O primeiro deles foi feito após passe de Giuliano, com Diego batendo cruzado para marcar aos nove segundos, sendo este o gol mais rápido da história da Seleção Brasileira. O segundo foi marcado de cabeça, após um escanteio cobrado por Willian no último lance do jogo, decretando assim a goleada por 4–0.

### Jogos pela Seleção Brasileira
Expanda a caixa de informações para conferir todos os jogos
|    | Data                   | Local                                          | Resultado | Adversário | Gols | Competição                     |
| -- | ---------------------- | ---------------------------------------------- | --------- | ---------- | ---- | ------------------------------ |
| 1. | 11 de outubro de 2009  | Estádio Hernando Siles, La Paz, Bolívia        | 1–2       | Bolívia    | 0    | Eliminatórias da Copa do Mundo |
| 2. | 28 de setembro de 2011 | Mangueirão, Pará, Brasil                       | 2–0       | Argentina  | 0    | Superclássico das Américas     |
| 3. | 25 de janeiro de 2017  | Estádio Nilton Santos, Rio de Janeiro, Brasil  | 1–0       | Colômbia   | 0    | Amistoso                       |
| 4. | 23 de março de 2017    | Estádio Centenario, Montevidéu, Uruguai        | 4–1       | Uruguai    | 0    | Eliminatórias da Copa do Mundo |
| 5. | 28 de março de 2017    | Arena Corinthians, São Paulo, Brasil           | 3–0       | Paraguai   | 0    | Eliminatórias da Copa do Mundo |
| 6. | 13 de junho de 2017    | Melbourne Cricket Ground, Melbourne, Austrália | 4–0       | Austrália  | 2    | Amistoso                       |
| 7. | 10 de novembro de 2017 | Stade Pierre-Mauroy, Villeneuve-d'Ascq, França | 3–1       | Japão      | 0    | Amistoso                       |

## Vida pessoal
No dia 18 de outubro de 2023, Diego recebeu da Assembleia Legislativa de Pernambuco (Alepe) o título honorífico de cidadão pernambucano, uma das maiores honrarias que o poder legislativo em questão pode conceder. O projeto de resolução 1226/2023 foi de autoria do deputado estadual João de Nadegi.

## Estatísticas
Atualizadas até 7 de fevereiro de 2022
| Clube            | Temporada | Campeonato Nacional | Campeonato Nacional | Copa Nacional | Copa Nacional | Competição Internacional¹ | Competição Internacional¹ | Outros Torneios² | Outros Torneios² | Total | Total |
| Clube            | Temporada | Jogos               | Gols                | Jogos         | Gols          | Jogos                     | Gols                      | Jogos            | Gols             | Jogos | Gols  |
| ---------------- | --------- | ------------------- | ------------------- | ------------- | ------------- | ------------------------- | ------------------------- | ---------------- | ---------------- | ----- | ----- |
| Fluminense       | 2003      | 7                   | 0                   | 0             | 0             | 0                         | 0                         | 0                | 0                | 7     | 0     |
| Fluminense       | 2004      | 29                  | 3                   | 3             | 2             | 0                         | 0                         | 12               | 4                | 44    | 9     |
| Fluminense       | 2005      | 4                   | 0                   | 6             | 3             | 0                         | 0                         | 8                | 1                | 18    | 4     |
| Fluminense       | 2016      | 0                   | 0                   | 1             | 3             | 0                         | 0                         | 8                | 1                | 9     | 4     |
| Fluminense       | Total     | 40                  | 3                   | 10            | 8             | 0                         | 0                         | 28               | 6                | 78    | 17    |
| Flamengo         | 2005      | 21                  | 5                   | 0             | 0             | 0                         | 0                         | 0                | 0                | 21    | 5     |
| Flamengo         | Total     | 21                  | 5                   | 0             | 0             | 0                         | 0                         | 0                | 0                | 21    | 5     |
| Grêmio           | 2007      | 34                  | 8                   | 0             | 0             | 13                        | 2                         | 17               | 6                | 64    | 16    |
| Grêmio           | 2020      | 25                  | 13                  | 6             | 4             | 10                        | 2                         | 11               | 9                | 52    | 28    |
| Grêmio           | 2021      | 31                  | 10                  | 3             | 0             | 9                         | 7                         | 8                | 7                | 51    | 23    |
| Grêmio           | 2022      | 32                  | 14                  | 1             | 1             | 0                         | 0                         | 9                | 4                | 42    | 19    |
| Grêmio           | 2023      | 0                   | 0                   | 2             | 0             | 0                         | 0                         | 8                | 0                | 10    | 0     |
| Grêmio           | Total     | 122                 | 45                  | 10            | 5             | 32                        | 11                        | 42               | 26               | 219   | 86    |
| Palmeiras        | 2008      | 33                  | 6                   | 4             | 1             | 0                         | 0                         | 19               | 5                | 56    | 12    |
| Palmeiras        | 2009      | 34                  | 9                   | 0             | 0             | 12                        | 4                         | 16               | 6                | 62    | 19    |
| Palmeiras        | 2010      | 0                   | 0                   | 7             | 1             | 0                         | 0                         | 15               | 7                | 22    | 8     |
| Palmeiras        | Total     | 67                  | 15                  | 11            | 2             | 12                        | 4                         | 50               | 18               | 140   | 39    |
| Atlético Mineiro | 2010      | 28                  | 5                   | 0             | 0             | 4                         | 0                         | 0                | 0                | 32    | 5     |
| Atlético Mineiro | 2011      | 0                   | 0                   | 0             | 0             | 0                         | 0                         | 2                | 0                | 2     | 0     |
| Atlético Mineiro | Total     | 28                  | 5                   | 0             | 0             | 4                         | 0                         | 2                | 0                | 34    | 5     |
| Vasco da Gama    | 2011      | 32                  | 11                  | 9             | 3             | 5                         | 2                         | 6                | 1                | 52    | 17    |
| Vasco da Gama    | 2012      | 9                   | 3                   | 0             | 0             | 9                         | 3                         | 16               | 6                | 34    | 12    |
| Vasco da Gama    | Total     | 41                  | 14                  | 9             | 3             | 14                        | 5                         | 22               | 7                | 86    | 29    |
| Al-Ittihad       | 2012      | 5                   | 2                   | 0             | 0             | 3                         | 1                         | 0                | 0                | 8     | 3     |
| Al-Ittihad       | Total     | 5                   | 2                   | 0             | 0             | 3                         | 1                         | 0                | 0                | 8     | 3     |
| Cruzeiro         | 2013      | 6                   | 1                   | 4             | 2             | 0                         | 0                         | 12               | 4                | 22    | 7     |
| Cruzeiro         | Total     | 6                   | 1                   | 4             | 2             | 0                         | 0                         | 12               | 4                | 22    | 7     |
| Metalist         | 2013–14   | 19                  | 1                   | 2             | 2             | 2                         | 0                         | 0                | 0                | 23    | 3     |
| Metalist         | Total     | 19                  | 1                   | 2             | 2             | 2                         | 0                         | 0                | 0                | 23    | 3     |
| Sport            | 2014      | 19                  | 4                   | 0             | 0             | 1                         | 0                         | 0                | 0                | 20    | 4     |
| Sport            | 2015      | 34                  | 9                   | 4             | 2             | 1                         | 0                         | 17               | 6                | 57    | 17    |
| Sport            | 2016      | 34                  | 14                  | 1             | 1             | 1                         | 0                         | 4                | 0                | 40    | 15    |
| Sport            | 2017      | 27                  | 11                  | 16            | 6             | 6                         | 1                         | 6                | 3                | 55    | 21    |
| Sport            | 2023      | 1                   | 1                   | 0             | 0             | 0                         | 0                         | 0                | 0                | 3     | 1     |
| Sport            | Total     | 114                 | 37                  | 21            | 9             | 9                         | 1                         | 27               | 9                | 173   | 58    |
| São Paulo        | 2018      | 32                  | 12                  | 4             | 0             | 2                         | 1                         | 13               | 3                | 51    | 16    |
| São Paulo        | 2019      | 0                   | 0                   | 0             | 0             | 2                         | 0                         | 8                | 1                | 10    | 1     |
| São Paulo        | Total     | 32                  | 12                  | 4             | 0             | 4                         | 1                         | 21               | 4                | 61    | 17    |
| Botafogo         | 2019      | 32                  | 7                   | 2             | 0             | 4                         | 1                         | 3                | 1                | 41    | 9     |
| Botafogo         | Total     | 32                  | 7                   | 2             | 0             | 4                         | 1                         | 3                | 1                | 41    | 9     |

¹Em competições continentais, incluindo jogos e gols da Copa Libertadores, Copa Sul-Americana e Recopa Sul-Americana.

²Em outros torneios, incluindo jogos e gols do Campeonato Paulista, Campeonato Gaúcho, Campeonato Mineiro, Campeonato Pernambucano e Florida Cup.

### Seleção Brasileira
Abaixo estão listados todos jogos e gols do futebolista pela Seleção Brasileira, desde as categorias de base. Abaixo da tabela, clique em expandir para ver a lista detalhada dos jogos de acordo com a categoria selecionada.

### Sub-23 (Olímpica)
| Ano   |       |      |         |       |
| Ano   | Jogos | Gols | Assist. | Média |
| ----- | ----- | ---- | ------- | ----- |
| 2003  | 0     | 0    | 0       | 0     |
| 2007  | 1     | 0    | 0       | 0     |
| Total | 1     | 0    | 0       | 0     |

|    | Data                  | Local                                 | Resultado | Adversário                       | Gols | Assist. | Competição |
| -- | --------------------- | ------------------------------------- | --------- | -------------------------------- | ---- | ------- | ---------- |
| 1. | 9 de dezembro de 2007 | Nilton Santos, Rio de janeiro, Brasil | 0–3       | Seleção do Campeonato Brasileiro | 0    | 0       | Amistoso   |

## Títulos
Fluminense
- Campeonato Carioca: 2005
- Taça Rio: 2005
- Primeira Liga: 2016

Flamengo
- Copa do Brasil: 2006

Grêmio
- Campeonato Gaúcho: 2007, 2020, 2021, 2022 e 2023
- Recopa Gaúcha: 2021, 2022 e 2023
- Taça Francisco Novelletto: 2020

Palmeiras
- Campeonato Paulista: 2008

Vasco da Gama
- Copa do Brasil: 2011

Cruzeiro
- Campeonato Brasileiro: 2013

Sport
- Campeonato Pernambucano: 2017
- Taça Ariano Suassuna: 2017

Seleção Brasileira
- Superclássico das Américas: 2011

### Prêmios individuais
- Prêmio Craque do Brasileirão - Melhor Meia-Atacante: 2008, 2009 e 2011
- Bola de Prata: 2011
- Seleção do Campeonato Brasileiro em 2011
- Seleção do Campeonato Pernambucano: 2015
- Bola de Prata: 2016 (Artilheiro) - 14 gols
- Incluso na Lista dos 500 jogadores mais importantes do futebol (World Soccer Magazine): 2017[92]
- Seleção do Campeonato Gaúcho: 2020 e 2021

### Artilharias
- Primeira Liga: 2016 (3 gols)
- Campeonato Brasileiro: 2016 (14 gols)
- Campeonato Gaúcho: 2020 (9 gols)
- Campeonato Gaúcho: 2021 (7 gols)

### Recordes
- Maior artilheiro do Grêmio no século XXI: 87 gols[93]
- 5º maior artilheiro do Grêmio no Campeonato Brasileiro: 31 gols[94]
- Maior artilheiro da Arena do Grêmio: 55 gols[5]
- 6º maior artilheiro do Campeonato Brasileiro: 130 gols[95]
- Segundo maior artilheiro do Campeonato Brasileiro na era dos pontos corridos: 124 gols
- Maior artilheiro do Sport no século XXI: 58 gols
- Maior artilheiro do Sport no Campeonato Brasileiro: 38 gols[96]